# Maximilian Oesterhelweg
Maximilian Oesterhelweg (* 21. Juli 1990 in Gütersloh) ist ein deutscher Fußballspieler.

## Karriere
Oesterhelweg begann seine Karriere beim Gütersloher TV und wechselte später zum FC Gütersloh 2000. Nach seiner Jugendzeit ging er zum SC Wiedenbrück 2000 und stieg 2009 mit seiner Mannschaft in die NRW-Liga auf. Ein Jahr später schaffte er mit den Wiedenbrückern den Durchmarsch in die Regionalliga West. Insgesamt absolvierte Oesterhelweg 46 Ligaspiele für Wiedenbrück und erzielte dabei drei Tore. Im Sommer 2011 wechselte er in die zweite Mannschaft des FSV Frankfurt, mit der er zwei Jahre später aus der Regionalliga Südwest abstieg. In 61 Regionalligaspielen für den FSV erzielte Oesterhelweg sieben Treffer. Nach dem Abstieg des FSV wechselte er in die zweite Mannschaft des Lokalrivalen Eintracht Frankfurt, für die er bis zur Winterpause 2013/14 in 19 Regionalligaspielen acht Tore erzielte.
Im Januar 2014 absolvierte er daraufhin ein Probetraining beim Zweitligisten VfR Aalen, der ihn anschließend verpflichtete. Am 16. Februar 2014 gab Oesterhelweg im Spiel gegen Energie Cottbus sein Profidebüt, als er für Michael Klauß eingewechselt wurde. Im weiteren Verlauf der Rückrunde kam er jedoch lediglich zu zwei weiteren Kurzeinsätzen. Auch in der folgenden Saison 2014/15 konnte sich Oesterhelweg bei den Aalenern nicht durchsetzen und wurde lediglich dreimal in der zweiten Liga eingewechselt; zweimal kam er zudem bei der zweiten Mannschaft des VfR in der Oberliga zum Einsatz. Nach Auslaufen seines Vertrages in Aalen schloss sich Oesterhelweg im Sommer 2015 dem Regionalligisten SV Elversberg an.
In der Saison 2016/17 avancierte Oesterhelweg zum Schlüsselspieler der Elversberger. Bereits in der Winterpause bekundete der Zweitligist 1. FC Kaiserslautern Interesse am Linksaußen, ein Wechsel kam jedoch nicht zustande. Mit Elversberg wurde er Meister der Regionalliga Südwest, scheiterte aber in den Aufstiegsspielen zur 3. Liga an der SpVgg Unterhaching. Am Ende der Saison verkündete der Drittligist Sportfreunde Lotte schließlich seine Verpflichtung. Oesterhelweg wechselte ablösefrei und unterschrieb für zwei Jahre. Im Sommer 2019 verließ Oesterhelweg den Verein und schloss sich zur Winterpause 2019/2020 dem Chemnitzer FC an.
Mitte August 2020 wechselte er zum FC Carl Zeiss Jena, der in der Saison 2020/21 als Absteiger in der Fußball-Regionalliga Nordost spielte, und unterschrieb dort einen Vertrag für ein Jahr mit einer Option der Verlängerung für ein weiteres Jahr. Im Sommer 2022 wechselte er zu Energie Cottbus, wo er einen Zweijahresvertrag bis 2024 unterzeichnete. Im Sommer 2025 verließ er Cottbus schließlich.

## Sonstiges
Neben seiner Fußballlaufbahn absolvierte Oesterhelweg einen Fernlehrgang zum Fitnessfachwirt.